# Trithemis persephone
Trithemis persephone is een libellensoort uit de familie van de korenbouten (Libellulidae), onderorde echte libellen (Anisoptera).
De wetenschappelijke naam Trithemis persephone is voor het eerst geldig gepubliceerd in 1912 door Ris.